# Ave verum corpus
Ave verum corpus (лат. Ave verum corpus — «радуйся, истинное Тело») в католицизме — рифмованная молитва, звучавшая в богослужении во время причастия. Возникла предположительно в XIII веке (первые документальные свидетельства принадлежат XIV веку). Служила в качестве поэтической основы мотетов и другой многоголосной музыки. Наиболее известен мотет Ave verum corpus Моцарта.

## Латинский текст
Ave verum corpus, natum

de Maria Virgine,

vere passum, immolatum

in cruce pro homine,

cuius latus perforatum

fluxit aqua et sanguine:

esto nobis praegustatum

in mortis examine.

O Iesu dulcis, O Iesu pie, O Iesu, fili Mariae.

Miserere mei. Amen.

## Русский перевод
Радуйся, истинное Тело, Родившееся

от Девы Марии,

воистину Пострадавшее, Закланное

на Кресте за людей,

Чей бок пронзённый

истек водой и кровью:

будь нашим Предтечей

в смертном испытании.

О Иисус Сладчайший, о Иисус Благой, о Иисус, Сын Марии.

Помилуй меня. Аминь.

## Музыка
Музыку на текст молитвы писали многие композиторы, начиная с XV века, среди них:
- Гийом Дюфаи (троп в Sanctus)
- Жоскен Депре
- Хуан де Анчиета
- Франсиско де Пеньялоса
- Орландо Лассо
- Дж. П. да Палестрина
- Питер Филипс (два разных мотета)
- Уильям Бёрд (1605)
- Андре Резон (Elevatio из Мессы в третьем тоне)
- Ференц Лист
- Вольфганг Амадей Моцарт (1791)
- Камиль Сен-Санс
- Габриэль Форе
- Эдуард Элгар (1887)
- Франсис Пуленк использовал текст латинской молитвы дважды — в мотете Ave verum corpus (для женского вокального трио, 1952) и в опере «Диалоги кармелиток» (1957).